# Viñales

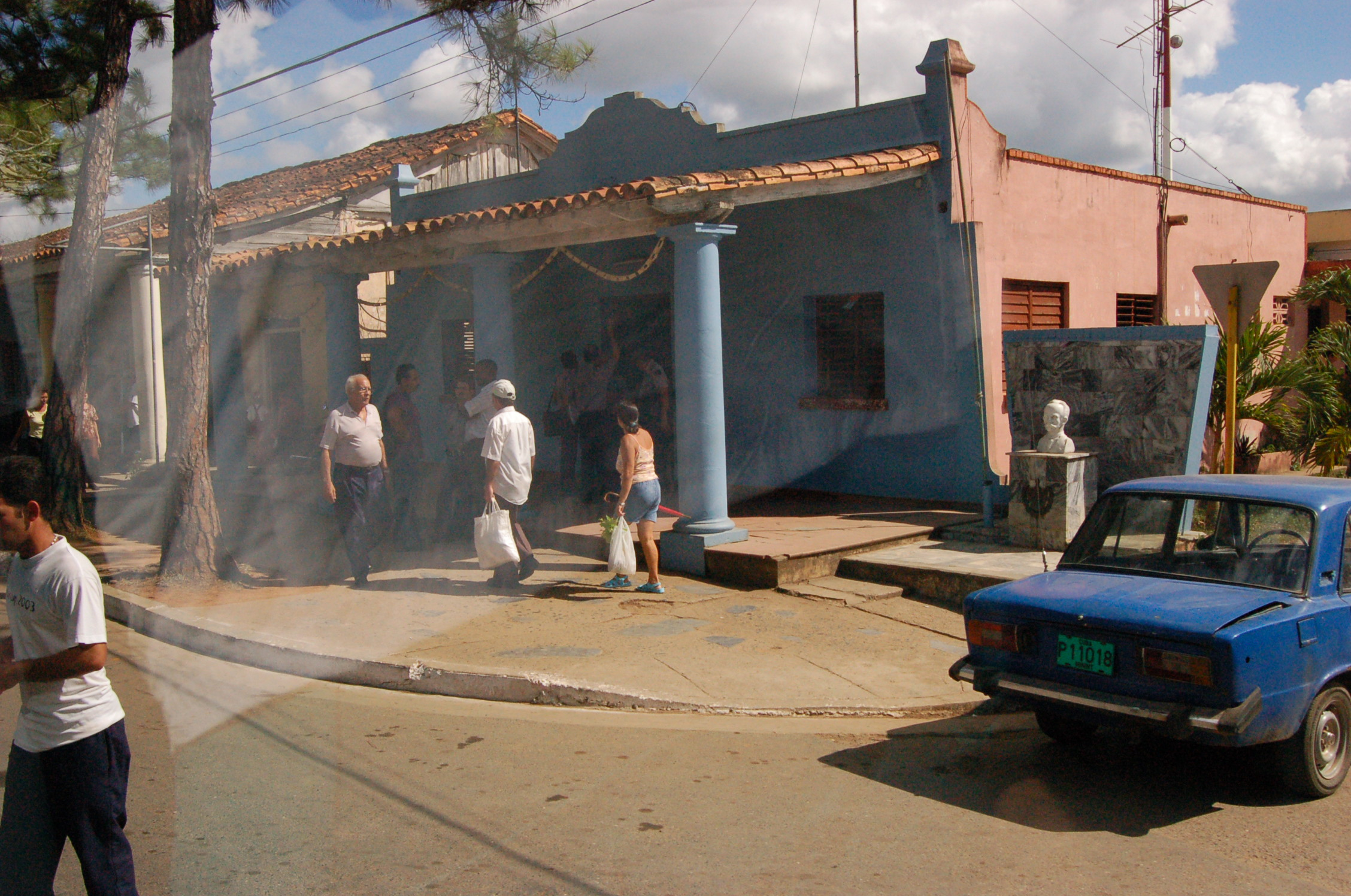
Zabudowa przy głównej ulicy w Viñales. W głębi pomnik José Martí.

Viñales – miasto i gmina na Kubie, w prowincji Pinar del Río, ok. 27 tys. mieszkańców (stan z 2004 roku). Położone w centrum historycznego regionu uprawy tytoniu, zwanego Valle de Viñales, wpisanego w 1999 roku na listę światowego dziedzictwa UNESCO.